# 예허나라 나둥

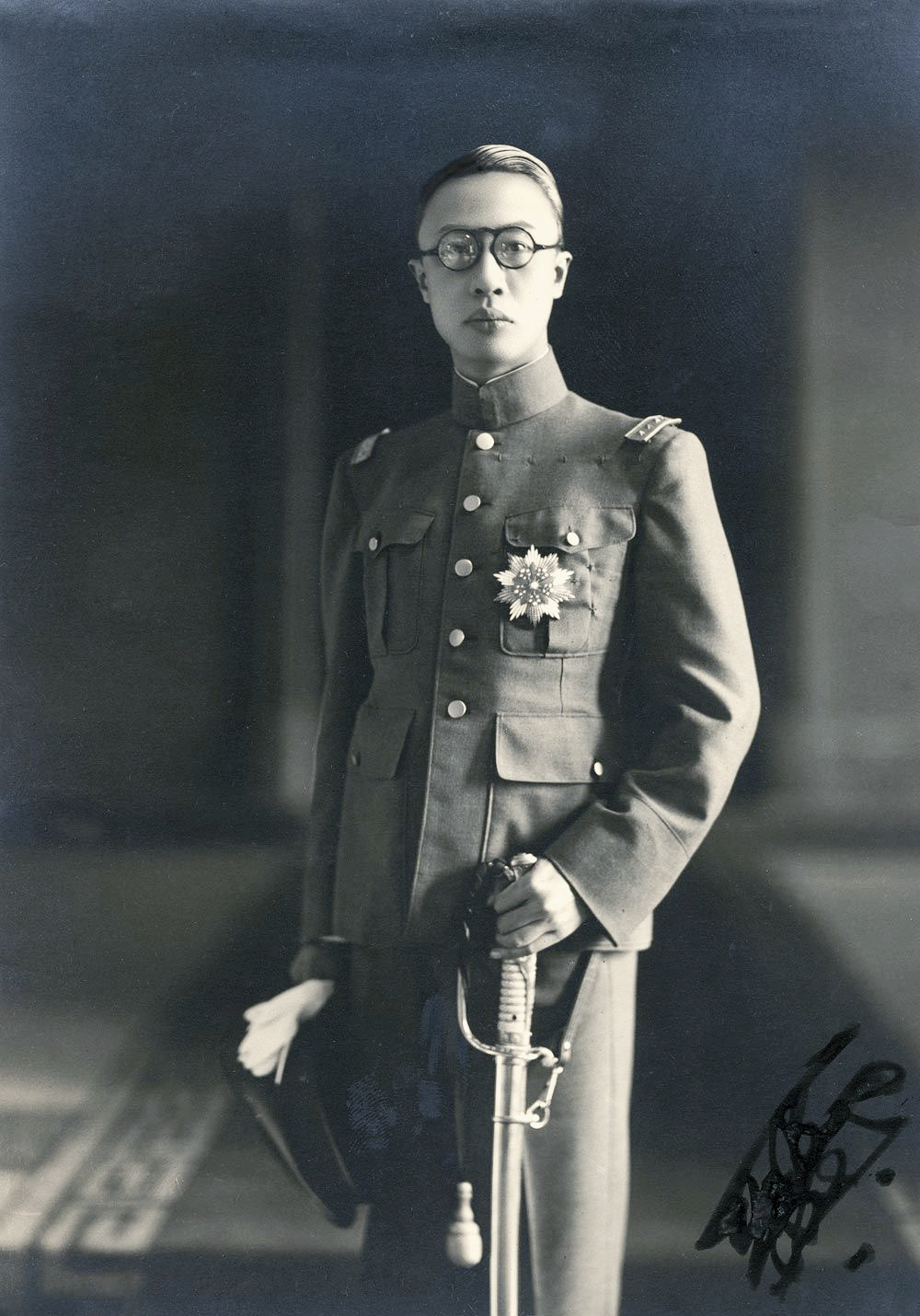
그가 섭정으로써 마지막 보필한
청 선통제 푸이 前 청 제국 군주는
훗날 만주국 군주 등극하기도 하였다.

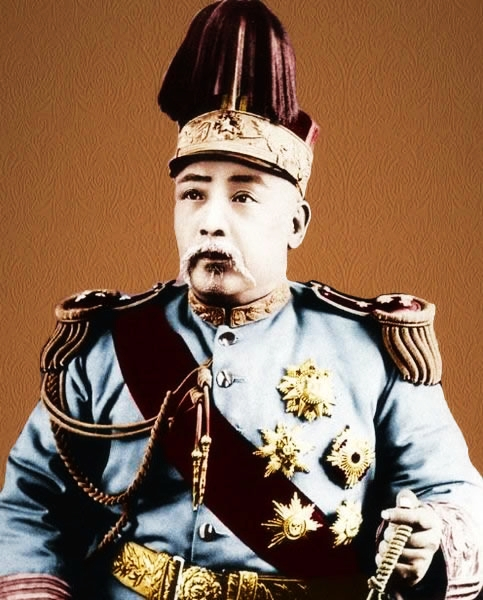
신해혁명으로 인한 청나라 멸망 후 일평생 정적이 된 위안스카이 前 중화제국 황제

나둥(那桐, 1857년 9월 11일 ~ 1925년 6월 28일)은 예허나라 할아(葉赫那拉氏, 만주어: ᠶᡝᡥᡝ
ᠨᠠᡵᠠ
ᡥᠠᠯᠠ Yehe Nara Hala) 출신이고, 청 제국 내무부(淸 帝國 內務府) 예하 만주 양황기인(鑲黃旗人, 만주어: ᡴᡠᠪᡠᡥᡝ
ᡤᡡᠰᠠ
ᡤᡡᠰᠠᡳ
 ᠨᡳᠶᠠᠯᠮᠠ Kubuhe Suwayan Gūsai Niyalma)이다. 청 제국의 군인 겸 정치인이다. 자(字)는 진쉬안(琴軒, 금헌)이다.

## 생애
그는 광서제 치세 시절이던 1885년 청나라 문관 관직에 천거된 이후 문관과 무관을 비롯하여 장군 직위와 즈리 총독을 거쳐 청나라 관직을 직위하다가 신해혁명 발발로 인하여 1912년 청나라 멸망 이후 청 제국 유신(淸 帝國 遺臣)이자 청나라 소조정 관료로 재이직하여 청나라 소조정 명예총리대신 직위 재임 당시에는 청 선통제의 섭정을 맡았다.
| 전임 장쉰 | 청나라 소조정(수장: 청 선통제 푸이)의 제3대 섭정 1917년 7월 12일 ~ 1924년 11월 5일 | 후임 無 (청나라 소조정 사실상 멸망) |

틀:선통제의 섭정